# Tour de Langkawi 1998
Il Tour de Langkawi 1998, terza edizione della corsa, si svolse dal 18 febbraio al 1º marzo su un percorso di 1846 km ripartiti in 12 tappe. Fu vinto dall'italiano Gabriele Missaglia della Mapei-Bricobi davanti al suo connazionale e compagno di squadra Giuliano Figueras e allo svedese Niklas Axelsson.

## Tappe
| Tappa  | Data        | Percorso                                | km   | Vincitore di tappa  | Leader cl. generale |
| ------ | ----------- | --------------------------------------- | ---- | ------------------- | ------------------- |
| 1ª     | 18 febbraio | Langkawi > Langkawi (cron. individuale) | 16   | Andrea Tafi         | Andrea Tafi         |
| 2ª     | 19 febbraio | Kangar > George Town                    | 188  | Fred Rodriguez      | Andrea Tafi         |
| 3ª     | 20 febbraio | Grik > Kota Bahru                       | 220  | Roberto Gaggioli    | Andrea Tafi         |
| 4ª     | 21 febbraio | Kota Bahru > Kuala Terengganu           | 167  | Mirko Rossato       | Andrea Tafi         |
| 5ª     | 22 febbraio | Kuala Terengganu > Kuantan              | 205  | Fred Rodriguez      | Andrea Tafi         |
| 6ª     | 23 febbraio | Kuantan > Mersing                       | 184  | Alessandro Petacchi | Andrea Tafi         |
| 7ª     | 24 febbraio | Johore Baru > Muar                      | 141  | Chad Gerlach        | Andrea Tafi         |
| 8ª     | 25 febbraio | Malacca > Port Dickson                  | 165  | Dario Pieri         | Andrea Tafi         |
| 9ª     | 26 febbraio | Port Dickson > Shah Alam                | 203  | Mirko Rossato       | Andrea Tafi         |
| 10ª    | 27 febbraio | Sabak Bernam > Ipoh                     | 140  | Chad Gerlach        | Andrea Tafi         |
| 11ª    | 28 febbraio | Tanjung Malim > Genting Highlands       | 153  | Giuliano Figueras   | Gabriele Missaglia  |
| 12ª    | 1 marzo     | Kuala Lumpur > Kuala Lumpur             | 64   | Luca Cei            | Gabriele Missaglia  |
| Totale | Totale      | Totale                                  | 1846 |                     |                     |

## Dettagli delle tappe

### 1ª tappa
- 18 febbraio: Langkawi > Langkawi (cron. individuale) – 16 km

| Pos. | Corridore       | Squadra       | Tempo  |
| ---- | --------------- | ------------- | ------ |
| 1    | Andrea Tafi     | Mapei-Bricobi | 22'44" |
| 2    | Brian Walton    | Saturn        | a 27"  |
| 3    | Niklas Axelsson | Scrigno       | a 31"  |

| Pos. | Corridore   | Squadra       | Tempo  |
| ---- | ----------- | ------------- | ------ |
| 1    | Andrea Tafi | Mapei-Bricobi | 22'44" |

### 2ª tappa
- 19 febbraio: Kangar > George Town – 188 km

| Pos. | Corridore      | Squadra       | Tempo    |
| ---- | -------------- | ------------- | -------- |
| 1    | Fred Rodriguez | Saturn        | 4h25'03" |
| 2    | Andrea Tafi    | Mapei-Bricobi | s.t.     |
| 3    | Mirko Rossato  | Scrigno       | s.t.     |

| Pos. | Corridore   | Squadra       | Tempo    |
| ---- | ----------- | ------------- | -------- |
| 1    | Andrea Tafi | Mapei-Bricobi | 4h47'41" |

### 3ª tappa
- 20 febbraio: Grik > Kota Bahru – 220 km

| Pos. | Corridore          | Squadra       | Tempo    |
| ---- | ------------------ | ------------- | -------- |
| 1    | Roberto Gaggioli   | Oilme         | 5h36'57" |
| 2    | Søren Petersen     | Acceptcard    | a 1"     |
| 3    | Gabriele Missaglia | Mapei-Bricobi | a 2"     |

| Pos. | Corridore   | Squadra       | Tempo     |
| ---- | ----------- | ------------- | --------- |
| 1    | Andrea Tafi | Mapei-Bricobi | 10h24'51" |

### 4ª tappa
- 21 febbraio: Kota Bahru > Kuala Terengganu – 167 km

| Pos. | Corridore      | Squadra      | Tempo    |
| ---- | -------------- | ------------ | -------- |
| 1    | Mirko Rossato  | Scrigno      | 4h06'21" |
| 2    | Eric Wohlberg  | Team Shaklee | s.t.     |
| 3    | Marcel Renggli | Post Swiss   | a 17"    |

| Pos. | Corridore   | Squadra       | Tempo     |
| ---- | ----------- | ------------- | --------- |
| 1    | Andrea Tafi | Mapei-Bricobi | 14h33'44" |

### 5ª tappa
- 22 febbraio: Kuala Terengganu > Kuantan – 205 km

| Pos. | Corridore          | Squadra       | Tempo    |
| ---- | ------------------ | ------------- | -------- |
| 1    | Fred Rodriguez     | Saturn        | 4h46'37" |
| 2    | Peter Rogers       | Amore & Vita  | s.t.     |
| 3    | Gabriele Missaglia | Mapei-Bricobi | s.t.     |

| Pos. | Corridore   | Squadra       | Tempo     |
| ---- | ----------- | ------------- | --------- |
| 1    | Andrea Tafi | Mapei-Bricobi | 19h20'21" |

### 6ª tappa
- 23 febbraio: Kuantan > Mersing – 184 km

| Pos. | Corridore           | Squadra | Tempo    |
| ---- | ------------------- | ------- | -------- |
| 1    | Alessandro Petacchi | Scrigno | 4h41'29" |
| 2    | Andres Lauk         |         | s.t.     |
| 3    | Jacob Moe Rasmussen |         | s.t.     |

| Pos. | Corridore   | Squadra       | Tempo     |
| ---- | ----------- | ------------- | --------- |
| 1    | Andrea Tafi | Mapei-Bricobi | 24h08'15" |

### 7ª tappa
- 24 febbraio: Johore Baru > Muar – 141 km

| Pos. | Corridore    | Squadra      | Tempo    |
| ---- | ------------ | ------------ | -------- |
| 1    | Chad Gerlach |              | 3h53'58" |
| 2    | Peter Rogers | Amore & Vita | s.t.     |
| 3    | Carlo Jasul  |              | s.t.     |

| Pos. | Corridore   | Squadra       | Tempo     |
| ---- | ----------- | ------------- | --------- |
| 1    | Andrea Tafi | Mapei-Bricobi | 28h07'07" |

### 8ª tappa
- 25 febbraio: Malacca > Port Dickson – 165 km

| Pos. | Corridore      | Squadra | Tempo    |
| ---- | -------------- | ------- | -------- |
| 1    | Dario Pieri    | Scrigno | 2h55'56" |
| 2    | Scott Fortner  | Saturn  | a 4"     |
| 3    | Matthew Wilson |         | s.t.     |

| Pos. | Corridore   | Squadra       | Tempo     |
| ---- | ----------- | ------------- | --------- |
| 1    | Andrea Tafi | Mapei-Bricobi | 31h03'52" |

### 9ª tappa
- 26 febbraio: Port Dickson > Shah Alam – 203 km

| Pos. | Corridore        | Squadra | Tempo    |
| ---- | ---------------- | ------- | -------- |
| 1    | Mirko Rossato    | Scrigno | 5h04'20" |
| 2    | Roberto Gaggioli | Oilme   | s.t.     |
| 3    | Luca Cei         | Scrigno | s.t.     |

| Pos. | Corridore   | Squadra       | Tempo     |
| ---- | ----------- | ------------- | --------- |
| 1    | Andrea Tafi | Mapei-Bricobi | 36h08'12" |

### 10ª tappa
- 27 febbraio: Sabak Bernam > Ipoh – 140 km

| Pos. | Corridore       | Squadra | Tempo    |
| ---- | --------------- | ------- | -------- |
| 1    | Chad Gerlach    |         | 3h04'44" |
| 2    | Marcin Gebka    | Mroz    | a 8"     |
| 3    | Frank McCormack | Saturn  | s.t.     |

| Pos. | Corridore   | Squadra       | Tempo     |
| ---- | ----------- | ------------- | --------- |
| 1    | Andrea Tafi | Mapei-Bricobi | 39h16'16" |

### 11ª tappa
- 28 febbraio: Tanjung Malim > Genting Highlands – 153 km

| Pos. | Corridore          | Squadra       | Tempo    |
| ---- | ------------------ | ------------- | -------- |
| 1    | Giuliano Figueras  | Mapei-Bricobi | 4h31'03" |
| 2    | Gabriele Missaglia | Mapei-Bricobi | a 5"     |
| 3    | Andrew McLean      |               | a 1'42"  |

| Pos. | Corridore          | Squadra       | Tempo     |
| ---- | ------------------ | ------------- | --------- |
| 1    | Gabriele Missaglia | Mapei-Bricobi | 43h48'14" |

### 12ª tappa
- 1 marzo: Kuala Lumpur > Kuala Lumpur – 64 km

| Pos. | Corridore     | Squadra | Tempo    |
| ---- | ------------- | ------- | -------- |
| 1    | Luca Cei      | Scrigno | 1h24'36" |
| 2    | Piotr Wadecki | Mroz    | s.t.     |
| 3    | Graeme Miller |         | s.t.     |

| Pos. | Corridore          | Squadra       | Tempo     |
| ---- | ------------------ | ------------- | --------- |
| 1    | Gabriele Missaglia | Mapei-Bricobi | 45h12'50" |
| 2    | Giuliano Figueras  | Mapei-Bricobi | a 26"     |
| 3    | Niklas Axelsson    | Scrigno       | a 1'25"   |

## Classifiche finali

### Classifica generale
| Pos. | Corridore          | Squadra        | Tempo     |
| ---- | ------------------ | -------------- | --------- |
| 1    | Gabriele Missaglia | Mapei-Bricobi  | 45h12'50" |
| 2    | Giuliano Figueras  | Mapei-Bricobi  | a 26"     |
| 3    | Niklas Axelsson    | Scrigno-Gaerne | a 1'25"   |
| 4    | Andrew McLean      |                | a 2'19"   |
| 5    | Andrea Tafi        | Mapei-Bricobi  | a 2'37"   |
| 6    | Stig Guldbaek      | Acceptcard     | a 2'38"   |
| 7    | Fred Rodriguez     | Saturn         | a 3'18"   |
| 8    | Alan Iacuone       |                | a 4'25"   |
| 9    | Piotr Wadecki      | Mroz           | a 5'06"   |
| 10   | Andrej Mizurov     |                | a 6'39"   |